# 漢斯·泰勒
漢斯·泰勒（德語：Hans Theile，1971年—)，德國法學家暨法學教授，任教於德國康斯坦茨大學法律系刑法、刑事訴訟法、經濟刑法暨犯罪學教席。

## 生平
泰勒1991年起進入哥廷根大學攻讀法學，並於1996年取得並通過第一次國家考試資格，並繼續於哥廷根大學在教授符列茲·魯斯的指導下於1998年取得博士學位。在經過漢堡漢薩高等法院的實習訓練後，於2000年取得並通過第二次國家考試資格。其後，泰勒短暫地於德勒斯登從事候選公證人職務，但隔年泰勒選擇前往南非開普敦大學就讀並於2002年取得法學碩士（LL.M.）學位。嗣後泰勒歸國並前往明斯特大學，並在克勞斯·波爾斯的指導下，於2008年取得教席資格。
泰勒取得教席資格後，2008年冬季學期起，於康斯坦茨大學任刑法、刑事訴訟法、經濟刑法暨犯罪學教席。